# Irma Montiel
Irma Montiel (Córdoba, 27 de enero de 1954) es una reportera gráfica argentina que lleva más de 25 años retratando la realidad de Córdoba. Fue la primera mujer en hacer fotografía periodística en la ciudad de Córdoba. Su mirada recorre el país en las fotos que publica en medios y agencias nacionales. 
Fue corresponsal en Córdoba del diario La Nación durante 23 años y colaboró para las agencias AP, DPA y Reuters. Hoy trabaja para Télam, El Argentino, Hoy Día Córdoba, Revista El Sur.
En 2016 recibió el reconocimiento otorgado por la Legislatura de la provincia de Córdoba a los periodistas, fotógrafos y camarógrafos que cubrieron el juicio por crímenes de lesa humanidad cometidos en ex centro clandestino de detención La Perla, proceso que duró casi cuatro años.

## Biografía
Entre 1979 y 1980 Irma era cajera en un restaurante cercano al desaparecido Diario Córdoba, donde interactuaba con frecuencia con gente del diario y se empezó a interesar por la fotografía. Fue Osvaldo Ruiz, su actual marido, también fotógrafo, quien la ayudó en sus primeros pasos, guiándola en sus trabajos particulares y enseñándole los secretos del laboratorio.
Irma empezó con el fotoperiodismo por necesidad. Entre 1983 y 1984, durante una profunda crisis del diario Córdoba, Irma y Osvaldo comenzaron a trabajar en revistas gremiales, se complementaron y ella comenzó a hacer las fotos de esas publicaciones.
Pocos años después hubo un movimiento en la corresponsalía cordobesa de La Nación que le permitió a Irma asumir el cargo en el medio nacional, donde desarrolló una larga carrera, marcada por importantes y diversas coberturas.

## Trayectoria profesional
Como autodidacta, tuvo que aprender desde el lenguaje y los códigos de trabajo hasta la cuestión técnica de la fotografía; todo al mismo tiempo. También aprendió mirando los trabajos de los máximos maestros, que eran corresponsales de guerra y, a su vez, veía películas para entrenar la mirada y enriquecer la perspectiva.
Sus primeras salidas a la calle como reportera gráfica ocurrieron durante los conflictos que sacudieron a Córdoba en épocas del exgobernador Eduardo César Angeloz. 
Tiene una extensa trayectoria y un reconocimiento indiscutible, que se supo ganar en su desempeño profesional. Inclusive, logró demostrar que podía sobresalir y brillar con luz propia en un territorio históricamente dominado por hombres.

### Coberturas periodísticas
Como corresponsal de La Nación participó de muchos hechos trascendentes: retrató la realidad de la ciudad Córdoba cuando ardió en protestas en 1989 y también la localidad de San Carlos Minas cuando quedó sepultada por un alud, en 1992. Cubrió acontecimientos tan diversos como la explosión de la Fábrica Militar de Río Tercero, en 1995, grandes festivales y shows de folklore y rock, o el caso María Soledad Morales. El diario La Nación la envió como corresponsal especial a Catamarca durante siete meses para seguir ese caso que conmocionó al país.
Sin embargo, una marca distintiva de su carrera profesional es la cobertura del fútbol, la cual inició en la cancha de Talleres de Córdoba.
Otra ámbito destacado de actuación profesional fueron los juicios por delitos de lesa humanidad realizados en Córdoba.  En la cobertura de las centenas de audiencias captó imágenes de alto valor documental, como la fotografía que le tomó a Mirta Graciela Antón, alias "La Cuca", la única mujer condenada a cadena perpetua por delitos de lesa humanidad, entre los que se encuentran privación ilegítima de la libertad, tormentos, homicidios, desapariciones forzadas y abusos deshonestos. La imagen en la que se visualiza el rostro de la acusada ilustra el libro "La Cuca", escrito por la periodista Ana María Mariani y publicado en 2018.
El día 10 de abril de 2013, durante la cobertura de la causa judicial que investigó los delitos cometidos en el centro clandestino de detención La Perla, un grupo de imputados agredió mediante insultos e intimidaciones a Montiel y a su colega Manuel Bomheker, de Radio Nacional. 
Los periodistas aguardaban la llegada de Luis Alberto Diedrichs, Carlos Díaz, Héctor Pedro Vergez, Ernesto Barreiro, Jorge Exequiel Acosta y Arnoldo José López, acusados en el proceso. Al arribo del móvil del Servicio Penitenciario que los transportó hasta los Tribunales Federales, los trasladados agraviaron verbalmente a los reporteros. Especialmente graves resultaron los dichos contra Montiel, pues además de encuadrarse en evidentes expresiones de misoginia y violencia de género, habrían pretendido demostrar un conocimiento personal intimidatorio al identificarla por su nombre.
Es por esto que tanto Montiel como sus compañeros presentaron un proyecto de declaración en la Cámara de Diputados repudiando las manifestaciones intimidatorias dirigidas contra ellos.

## Participación en eventos

### "Córdoba Mata"
Irma Montiel fue una de las invitadas al tercer ciclo de "Córdoba Mata" en la Feria Del Libro de Córdoba de 2016. Con la coordinación de Fernando López, el Encuentro Internacional de Literatura Negra y Policial se realizó por primera vez en 2014 y convocó a medio centenar de escritores, periodistas, documentalistas, magistrados y académicos que vinieron desde España, Francia, USA, Cuba, Chile, Colombia y Uruguay y desde distintas provincias argentinas.

### Periodismo en clave testimonial
En 2019, participó de una mesa con periodistas en el marco de la actividad "Poesía y Periodismo en clave testimonial", organizada por Radio Eterogenia y el programa La Luna de Gatillo, que se realizó en el Centro Cultural España Córdoba. El eje central de esta actividad fue vincular la literatura y el periodismo como herramientas que reivindican la memoria, la verdad y la justicia. Irma Montiel estuvo como invitada especial junto a periodistas que cubrieron los últimos juicios de Lesa Humanidad en Córdoba.

### "Sin censura"
El jueves 12 de septiembre de 2019 inauguró en el Museo de Antropología de la UNC (Av. Hipólito Yrigoyen 174) la muestra SIN CENSURA de la Asociación de Reporteros Gráficos de la República Argentina (ARGRA) sede Córdoba.
Irma Montiel junto a Gabriela Lescano fueron las autoras de las fotos que en un principio iban a participar de la muestra anual en las instalaciones del Sindicato de Empleados Públicos de la Provincia de Córdoba (SEP) (Corro 269) que sería inaugurada el viernes 30 de agosto de 2019. La Asociación de Reporteros Gráficos de la República Argentina (Argra) sede Córdoba resolvió levantar la muestra, luego la entidad emitió un comunicado de la situación. "Nos sentimos CENSURADOS y ATROPELLADOS por esta FORMA ARBITRARIA de coartar nuestra mirada, de acallar nuestra voz y del menosprecio por nuestra labor periodística", señalaron en el comunicado publicado en la red social Facebook.

## Reconocimientos
Durante 2016 la Legislatura de Córdoba realizó un reconocimiento a periodistas y comunicadores que fueron acreditados por la Justicia Federal para asistir a las audiencias del juicio oral de la  Megacausa La Perla. Entre ellos, Irma Montiel, que participó en la cobertura del extenso juicio por delitos de lesa humanidad, considerado uno de los procesos judiciales históricos en Argentina. La Megacausa comenzó en diciembre de 2012 y duró cuatro años, la sentencia que se dio a conocer el 25 de agosto de 2016.